# Трифенилиндий
Трифенилиндий — металлоорганическое вещество, аренпроизводное индия с формулой In(C6H5)3, бесцветные кристаллы.

## Получение
- Взаимодействие индия с дифенилртутью:

{\displaystyle {\mathsf {2In+3Hg(C_{6}H_{5})_{2}\ {\xrightarrow {}}\ 2In(C_{6}H_{5})_{3}+3Hg}}}

## Физические свойства
Трифенилиндий — бесцветные кристаллы.

## Химические свойства
- Реагирует с водой:

{\displaystyle {\mathsf {In(C_{6}H_{5})_{3}+H_{2}O\ {\xrightarrow {}}\ In(C_{6}H_{5})_{2}OH+C_{6}H_{6}}}}
- Реагирует с бромом:

{\displaystyle {\mathsf {In(C_{6}H_{5})_{3}+Br_{2}\ {\xrightarrow {}}\ InBr(C_{6}H_{5})_{2}+C_{6}H_{5}Br}}}
{\displaystyle {\mathsf {In(C_{6}H_{5})_{3}+2Br_{2}\ {\xrightarrow {}}\ InBr_{2}(C_{6}H_{5})+2C_{6}H_{5}Br}}}